# سحم بامسلم (الضليعة)
'

تعديل مصدري - تعديل

سحم بامسلم هي إحدى قرى عزلة الضليعة بمديرية الضليعة التابعة لمحافظة حضرموت، بلغ تعداد سكانها 99 نسمة حسب تعداد اليمن لعام 2004.